# Drivenik
Drivenik falu Horvátországban, Tengermellék-Hegyvidék megyében. Közigazgatásilag Vinodolhoz tartozik.

## Története
Azon az erdős magaslaton, ahol a vár áll valószínűleg már a történelem előtti időkben is erődítmény, majd a római korban őrtorony volt. Drivenik várát 1288-ban a vinodoli törvénykönyv egyik jegyzetében említik először. A vár a 181 méter magas “Glavica” hegyet koronázza. A 13. századtól zsupánsági székhely, majd a Frangepánok uralma idején kapitányság székhelye volt. A 16. században nagyobbították és egy hengeres toronnyal erősítették meg. 1577-ben a Zrínyiek igazgatása alá került. 1607-ben a török betörve a Vinodoli völgybe Drivenik várát is megrohanta és felgyújtotta. A Vinodoli völgy közösségei Zrínyi Péter és Frangepán Ferenc Kristóf kivégzése után is megőrizték viszonylagos önállóságukat. A Novi Vinodolskit Bakarral összekötő főút megépítése 1746 után a lakosság a környező dombok lejtőiről a völgybe telepedett. Az út megépülésének köszönhető Drivenik fejlődése is.
A településnek 1857-ben 856, 1910-ben 1018 lakosa volt. A trianoni békeszerződésig Modrus-Fiume vármegye Novi járásához tartozott. A két háború között Jugoszlávia része volt. 1941 tavaszán olasz csapatok szállták meg és április 10-én német és olasz gyámság alatt létrejött a Független Horvát Állam. 1945 áprilisában szabadult fel és ismét Jugoszlávia, majd a független Horvátország része lett.

## Lakosság

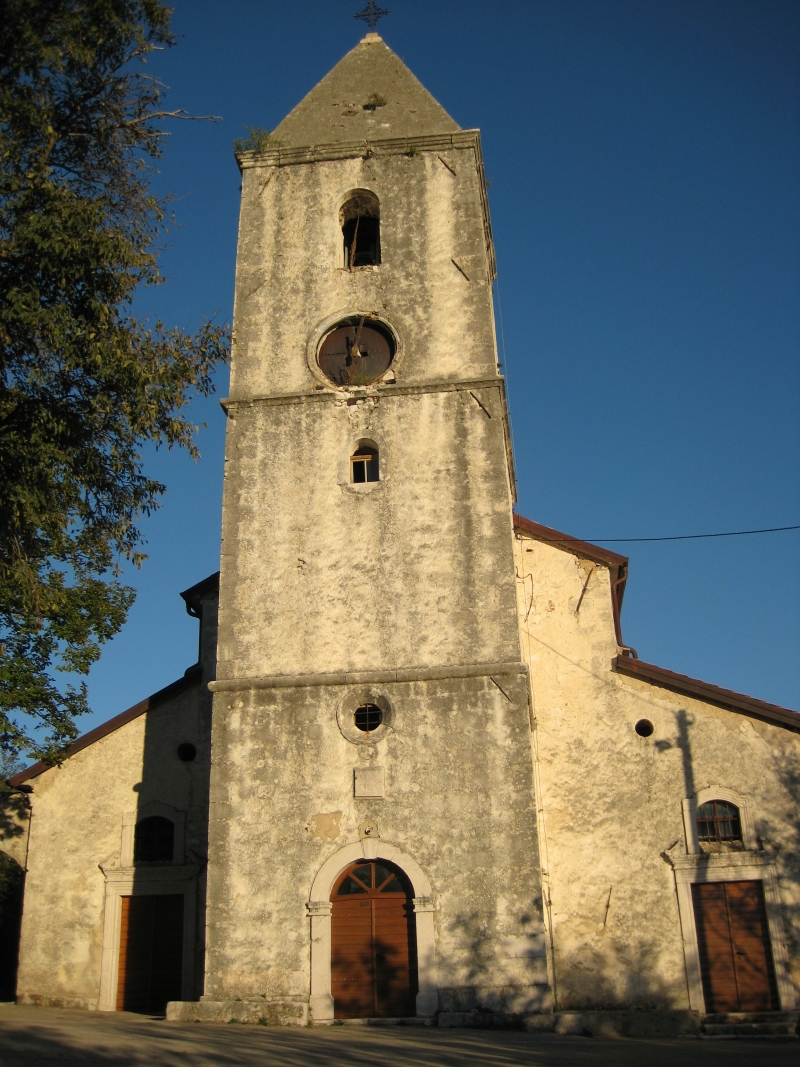
A Szent Dujam templom

| Lakosság változása | Lakosság változása | Lakosság változása | Lakosság változása | Lakosság változása | Lakosság változása | Lakosság változása | Lakosság változása | Lakosság változása | Lakosság változása | Lakosság változása | Lakosság változása | Lakosság változása | Lakosság változása | Lakosság változása | Lakosság változása |
| ------------------ | ------------------ | ------------------ | ------------------ | ------------------ | ------------------ | ------------------ | ------------------ | ------------------ | ------------------ | ------------------ | ------------------ | ------------------ | ------------------ | ------------------ | ------------------ |
| 1857               | 1869               | 1880               | 1890               | 1900               | 1910               | 1921               | 1931               | 1948               | 1953               | 1961               | 1971               | 1981               | 1991               | 2001               | 2011               |
| 856                | 956                | 976                | 1091               | 1127               | 1018               | 965                | 880                | 646                | 658                | 511                | 504                | 375                | 350                | 325                | 308                |

## Nevezetességei
- Drivenik vára a 13. században már állt, 1288-ban a vinodoli törvénykönyv egyik jegyzetében említik először. A vár eredetileg valószínűleg fából épült. A várba a vizes árkon átívelő hídon és a négyszögletes kaputornyon át lehetett bejutni. A tágas négyszögletes belső teret magas falak, négy szögletes torony és félköríves bástya védte. A hengeres saroktornyok a 16. században épültek. A várban lakóépületek, raktárak, pincék és ciszterna volt, mely a védők vízellátását biztosította. Falai még ma is tekintélyes magasságban állnak.
- Szent Dujam (Domnius) tiszteletére szentelt temploma nagyon régi. Titulusát a 3. században vértanúhalált halt salonei püspökről Szent Domniusról kapta. A régi kisebb egyhajós, torony nélküli templom helyén 1821-ben építették fel a mai háromhajós templomot. Harangtornya 1806-ban épült. A 19. század végén a belsejét, 1968-ban az egész templomot megújították. A márvány főoltárt 1909-ben készítették, az oltárképet a korábbi oltárról hozták át. A mellékoltárok kőből és márványból készültek. A templom padozatába tíz régi sírkőlap van beépítve, melyek közül a legrégibb 1653-ból származik. A hagyomány szerint a főhajó alatt katakombák vannak, melyek lejárata az egykori kisebb templom altemplomából nyílott.
- Szent István tiszteletére szentelt gótikus kápolnája a 15. században épült egy korábbi, 13. századi román stílusú templom helyén. Később barokk stílusban építették át, ekkor nyerte el mai formáját. Itt álltak az ún. „arany oltárok”, melyek ma a zágrábi képzőművészeti múzeumban találhatók. Innen való az a híres fából készített 15. századi Pieta is, melyet szintén ugyanez a múzeum őriz.
- A temetőben álló Szent Márton kápolna a 18. században épült barokk stílusban. Korabeli freskói közül a nyugati falon egy portré, az északi falon a "Levétel a keresztről" ábrázolása maradt fenn. A Kálvária végén álló három keresztet 1769-ben készítették.